# Karl Ludwig von Erlach

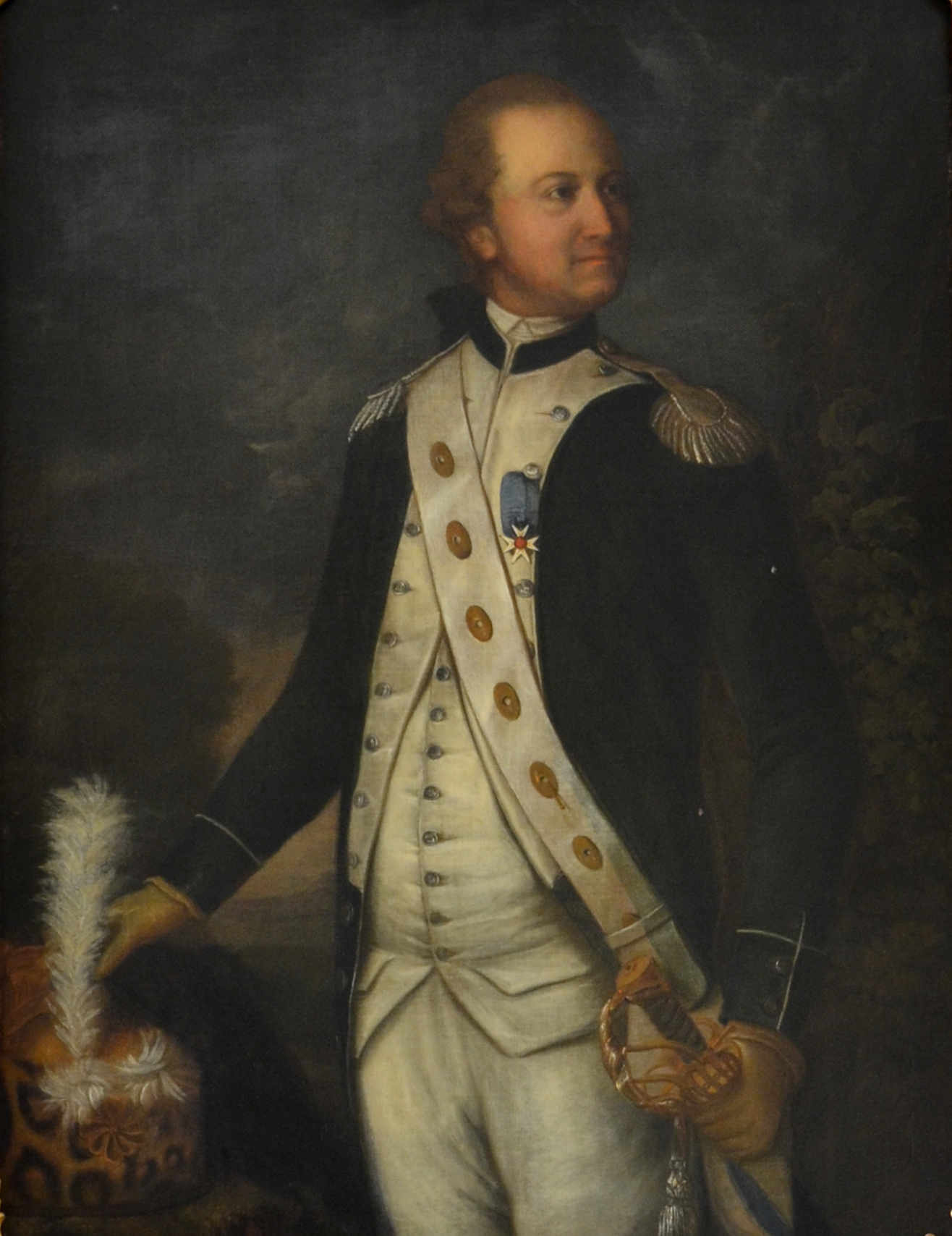
Karl Ludwig von Erlach

Karl Ludwig von Erlach (* 10. November 1746 in Bern; † 5. März 1798 in Niederwichtrach:28–30), Reichsgraf, Herr von Hindelbank, Bäriswil, Mattstetten und Urtenen, war zuletzt als Generalmajor:vor 1 Oberkommandierender der Truppen der Stadt und Republik Bern.
Er entstammte dem Berner Adelsgeschlecht der von Erlach. Nachdem er zuerst in der französischen Schweizergarde gedient hatte, führte er die bernischen Truppen bei der Niederschlagung der 1791 ausgebrochenen Unruhen in der Waadt. Im Dezember 1797 wurde er, nach dem Einfall der Franzosen, wiederum mit dem Oberbefehl über die bernischen Truppen betraut. Bern unterlag jedoch. Seine Regierung war uneins gewesen, die Bevölkerung aufsässig und Erlachs meist schlecht ausgebildete Truppen in der Unterzahl; Teile meuterten und desertierten.
Nachdem am 4. März 1798 die alte Regierung abgedankt und die neue, provisorische Regierung kapituliert hatte, kam es am 5. März 1798 noch zu einem letzten Gefecht, der so genannten Schlacht am Grauholz. Erlach musste vom Schlachtfeld fliehen und versuchte ins Berner Oberland zu gelangen, um dort weiteren Widerstand zu organisieren. Auf seiner Flucht über Rubigen und Münsingen wurden Erlach und seine Begleiter beim Weiler Neuhaus von entgegenkommenden eigenen Truppen angehalten, entwaffnet und ihrer Pferde beraubt und zu Fuss in Richtung Thun abgeführt. Der entkräftete und kranke Erlach, der zwischenzeitlich auf einem Begleitwagen mitfahren durfte, wurde in Niederwichtrach mit seinen Begleitern vom hinzugekommenem betrunkenen und meuternden Landsturm als angeblicher Landesverräter brutal erschlagen und am 6. März 1798 an der Kirche von Wichtrach bestattet. Hier erinnert eine kaum noch lesbare Gedenktafel an ihn.